# Heinrich Flügel (Architekt)
Heinrich Flügel (* 27. Februar 1849 in Flensburg; † 8. Dezember 1930 in Bremen) war ein deutscher Architekt und Bremer Baubeamter.

## Biografie
Flügel wurde nach dem Architekturstudium 1874 Bauinspektor bei der Abteilung Hochbau (später Bauinspektion) der Baudeputation in Bremen. Er war in dieser Zeit bei der Planung einer großen Anzahl von Entwürfen beteiligt, mit einer guten Qualität und zumeist im Stil der Neogotik.
Zu den Gebäuden gehören die Schule an der Langemarckstraße in der Neustadt, die Schule an der Lessingstraße, die ehemalige Elisabethschule in Walle (heute Wohnhaus) von 1896 und die Schule an der Hamburger Straße sowie der Pröven (eine Wohneinheit) an der Rembertistraße, die alte Chirurgie vom Klinikum Bremen-Mitte an der Sankt-Jürgen-Straße im Stadtteil östliche Vorstadt, das St.-Joseph-Stift an der Schwachhauser Heerstraße (1878–1881) und der alte Schlachthof. Ende der 1880er Jahre wurde er zum Baurat ernannt. Zusammen mit Oberbaudirektor Ludwig Franzius und Beermann plante und baute er im Stil des Historismus von 1893 bis 1896 das Übersee-Museum in Bremen, das direkt am Hauptbahnhof liegt.
1899 wurde er aus dem Staatsdienst entlassen mit dem Vorwurf, er habe bei Abrechnungen der Bauten Unregelmäßigkeiten veranlasst, indem er bei Budgetüberschreitungen andere Bau-Budgets in Anspruch nahm. Flügel arbeitete nun als selbstständiger, freiberuflicher Architekt und baute u. a. Kirchen im Großherzogtum Oldenburg und in Bremerhaven. Die St.-Viktor-Kirche in Damme im Landkreis Vechta – eine Hallenkirche im neugotischen Stil – entstand nach seinen Plänen zwischen 1904 und 1906. Die dreischiffige neogotische Herz-Jesu-Kirche in Bremerhaven-Geestemünde wurde von 1910 bis 1911 nach seinen Plänen gebaut.
Sein Sohn Heinrich Flügel (1891–1940) war Geschäftsführer des Weserbundes.

## Werke

Städtisches Museum für Natur-, Völker- und Handelskunde, heute Überseemuseum

Lehrerseminar an der Hamburger Straße, heute Gymnasium an der Hamburger Straße

Volksschule und Technikum an der Kleinen Allee (heute Langemarckstraße)

St. Joseph-Hospital Bremerhaven

- 1875–1877: Schule an der Lessingstraße[1][2]
- 1876–1878: St.-Remberti-Stift und Pröven[3]
- 1878–1879: Volksschule am Doventhorsdeich[4]
- 1879–1882: Schlachthof und Viehmarkt am Hauptbahnhof[5]
- 1880: St. Joseph-Stift, Bremen[6]
- 1880–1881: Schule, Mittelsbüren 34–34A, Bremen[7]
- 1882–1883: Volksschule (Domschule) an der Marktstraße (zerstört)[1][8]
- 1883–1885: Volksschule an der Calvinstraße (zerstört)[1][9]
- 1884–1885: Freischule Am Schwarzen Meer[1][10]
- 1884–1886: Volksschule St. Martini (zerstört)[1][11]
- 1886: Ausbau Kirchspielschule St. Remberti, Bremen[12][13]
- 1887–1888: Freischule an der Großenstraße, rückwärtiger Anbau[14]
- 1888–1889: Mädchen-Volksschule an der Talstraße (zerstört)[1]
- 1888–1889: Volksschule an der Thalstraße[15]
- 1888–1890: Chirurgisches Krankenhaus St.-Jürgen-Straße, Bremen[16]
- 1891: Erweiterungsbau um zwei Klassen der Schule in Osterholz, Osterholzer Heerstraße 160, verändert erhalten (1927 aufgestockt)[17]
- 1891–1896: Städtisches Museum für Natur-, Völker- und Handelskunde Bremen (mit Ludwig Beermann)[18]
- 1891: Kontagienhaus für ansteckende Krankheiten[19]
- 1891: Strafanstalt Oslebshausen, Predigerwohnhaus und Justizvollzugsanstalt
- 1891–1892: Katholische Pfarrkirche St. Gertrud in Lohne, Anbau des Chores
- 1891–1894: Volksschule an der kleinen Allee und im Südtrakt Technikum (Schule an der Langemarckstraße), Bremen[1][20]
- 1892: Freischule an der Kantstraße[1][21]
- 1895–1896: Schule und Freischule, Elisabethstraße 135, Bremen[1][22]
- 1896–1897: Lehrerseminar Hamburger Straße, Bremen[23][24]
- 1896–1897: Erweiterung Kahrwegs Asyl, Nordstraße (zerstört)[25]
- 1897: Umbau der Gewerbebank an der Kaiserstraße (errichtet von Friedrich Wilhelm Rauschenberg) für das Gewerbemuseum (zusammen mit Ludwig Beermann)[26]
- 1897: Umbau der Räumlichkeiten der Stadtbibliothek im ehem. Katharinenkloster für die Realschule[27]
- 1898–1900: Kath. Kirche St. Marien Schmerzhafte Mutter, Flensburg
- 1901–1904: Kath. St.-Joseph-Hospital, Wiener Straße 1 in Bremerhaven[28][29]
- 1901–1902: Kath. Pfarrkirche St. Peter in Wildeshausen, Errichtung des Westturmes[1]
- 1901–1903: Kath. neogotische Pfarrkirche St. Marien (Delmenhorst), 1943 zerstört, Wiederaufbau 1944–1949[1]
- 1904: Kath. Pfarrkirche St. Marien in Bevern[1]
- 1904–1906: Katholische Pfarrkirche St. Viktor in Damme[1]
- 1908–1910: Kath. Pfarrkirche St. Gorgonius in Goldenstedt (Kreis Vechta)[1]
- 1908–1910: Kath. Pfarrkirche St. Marien in Friesoythe[1]
- 1911: Katholische Herz-Jesu-Kirche, Buchtstraße 54 in Bremerhaven-Geestemünde[30]
- 1913: Kath. Filialkirche St. Heinrich in Goldenstedt-Ellenstedt[1]
- 1913: Kath. Pfarrkirche St. Bonifatius in Neuenkirchen, Errichtung des Hochaltars[1]

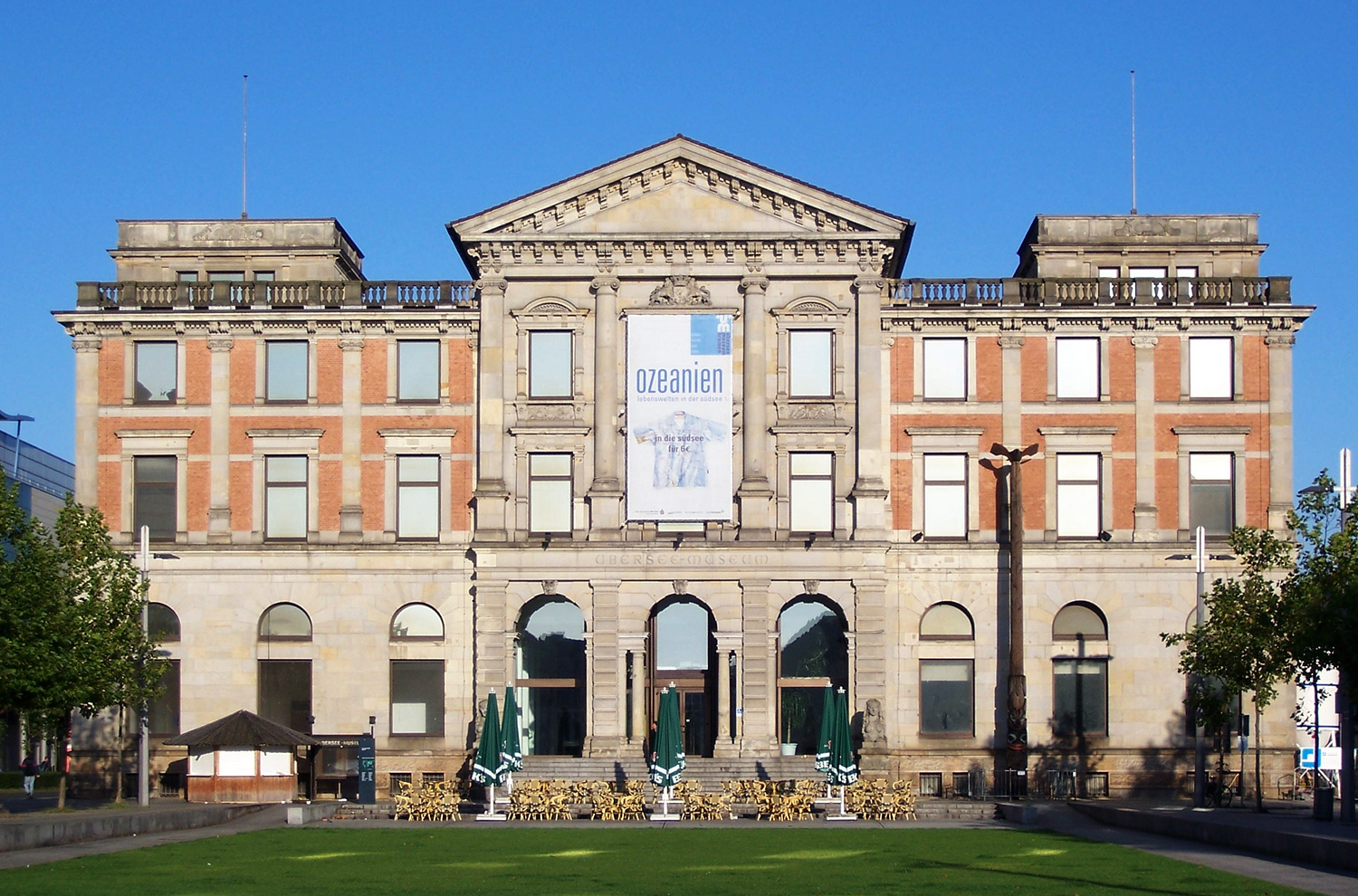
Überseemuseum
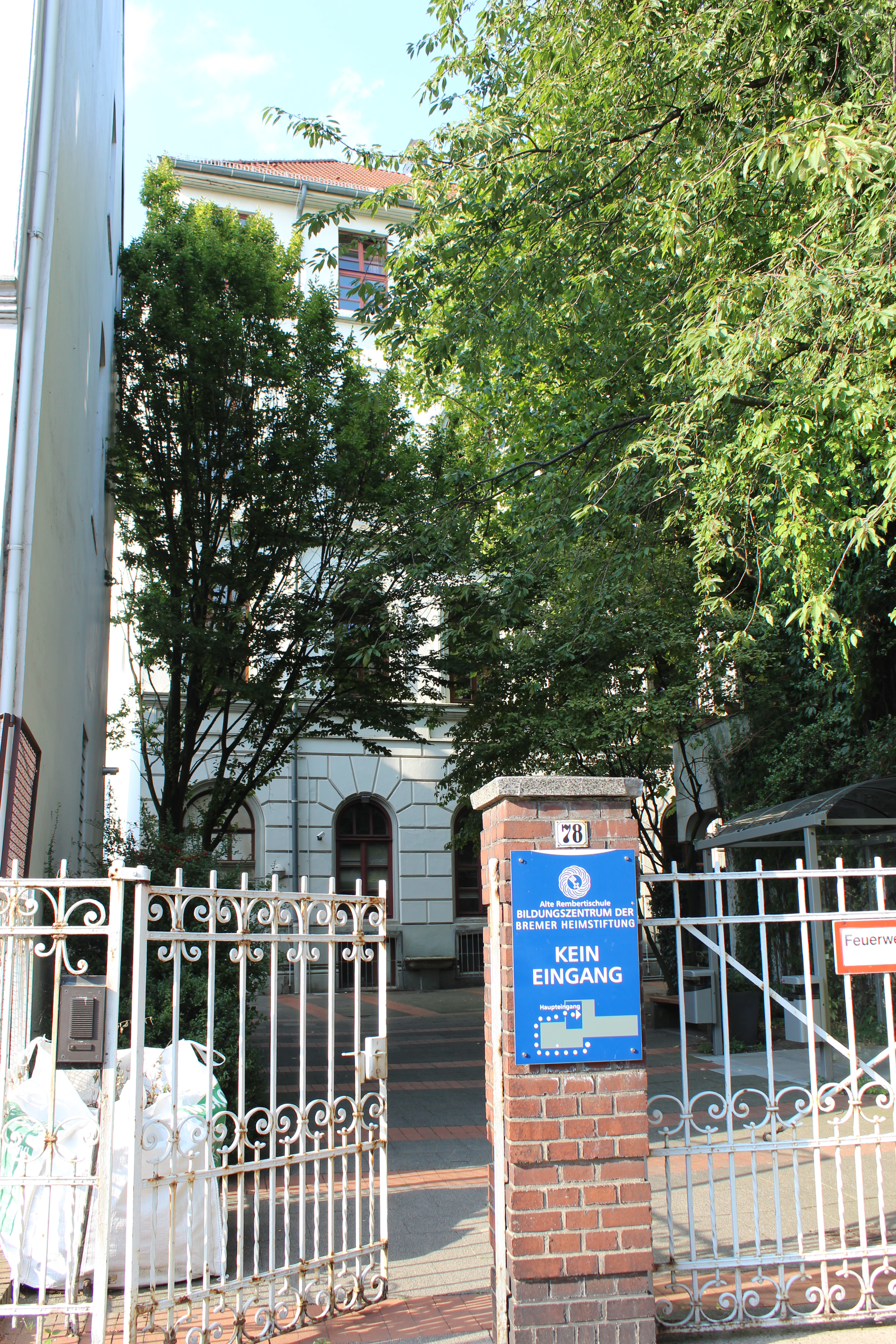
Kirchspielschule St. Remberti
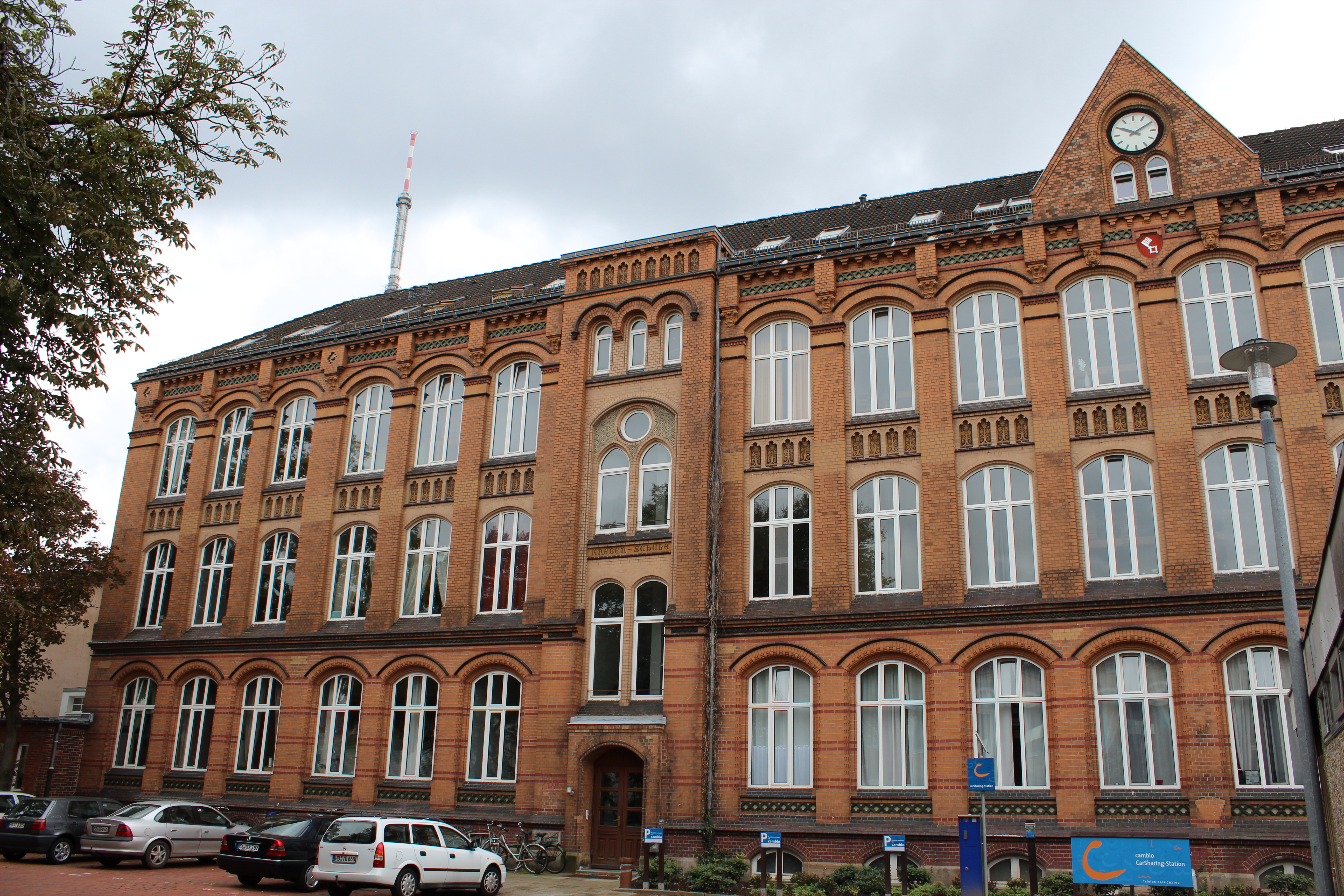
Elisabethschule
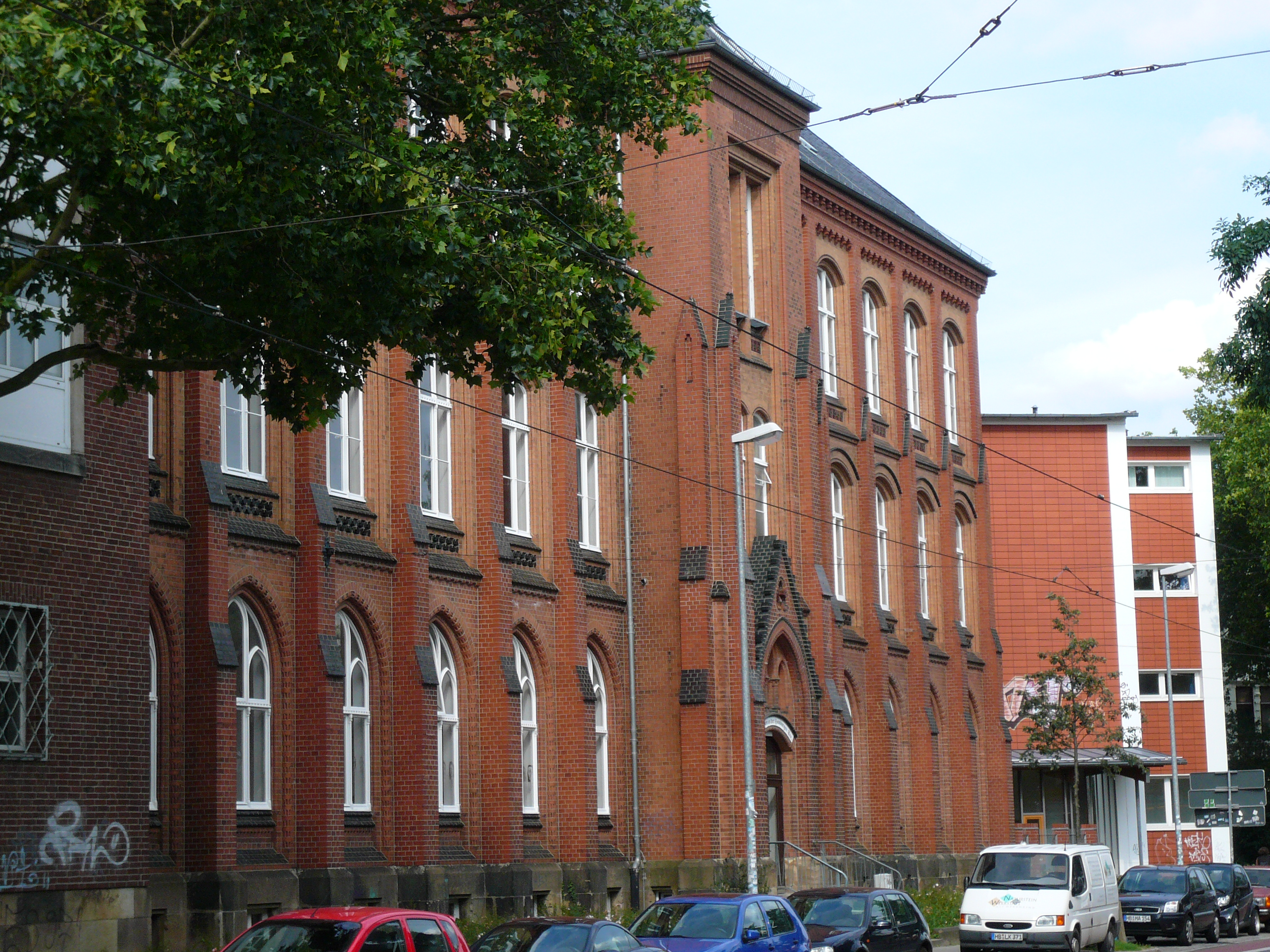
Gymnasium an der Hamburger Straße
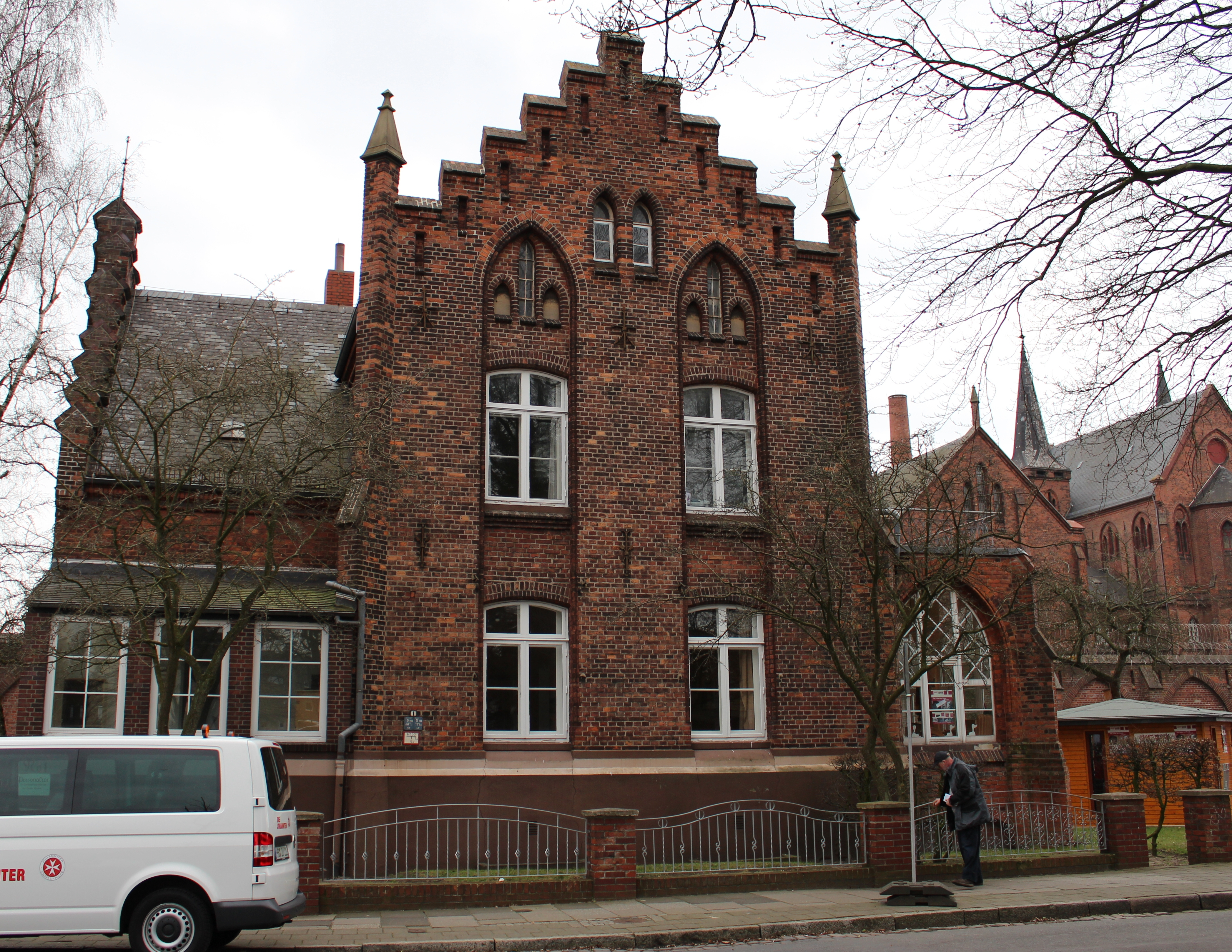
Strafanstalt Oslebshausen, Direktorenwohnhaus
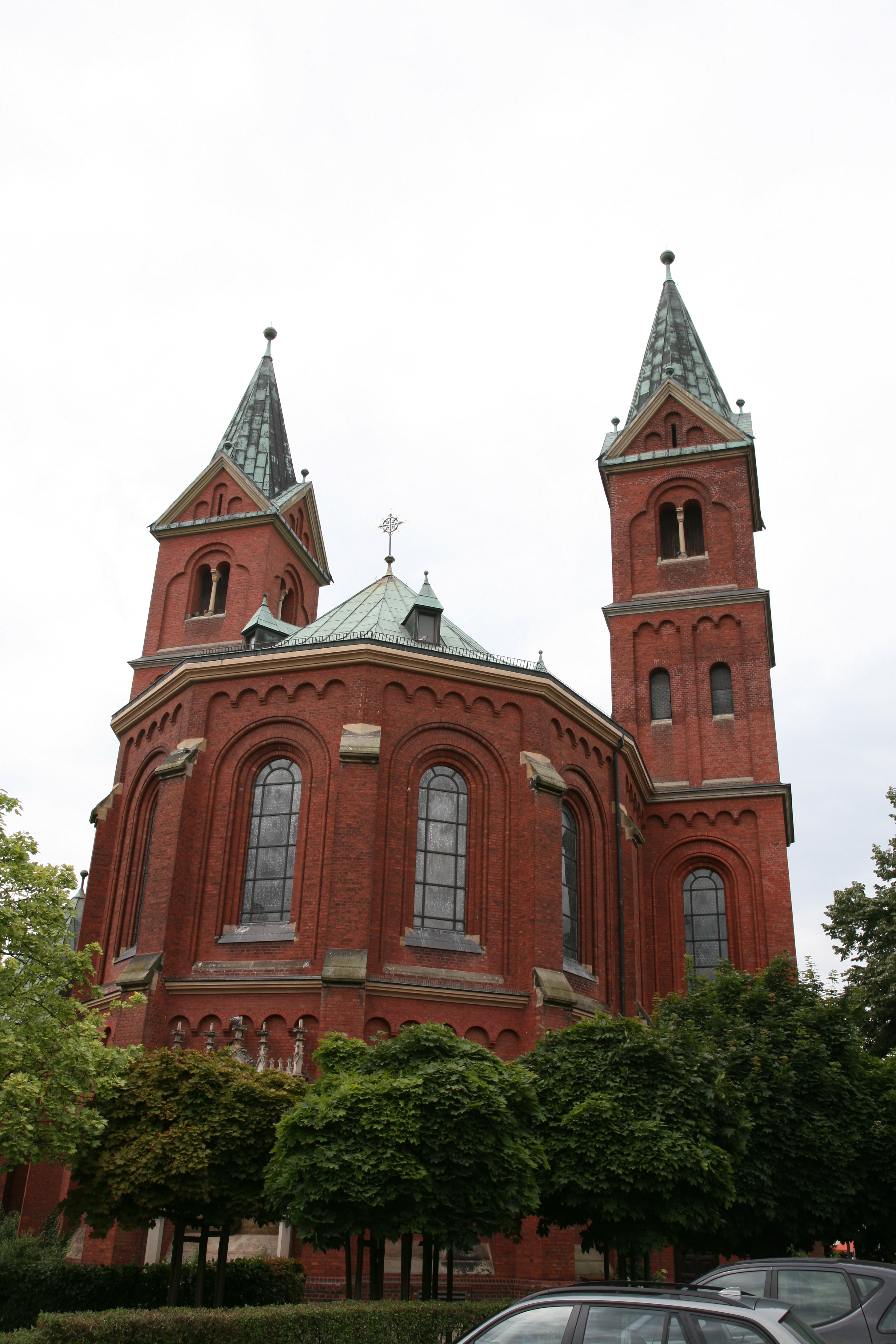
Der Chor von St. Gertrud in Lohne
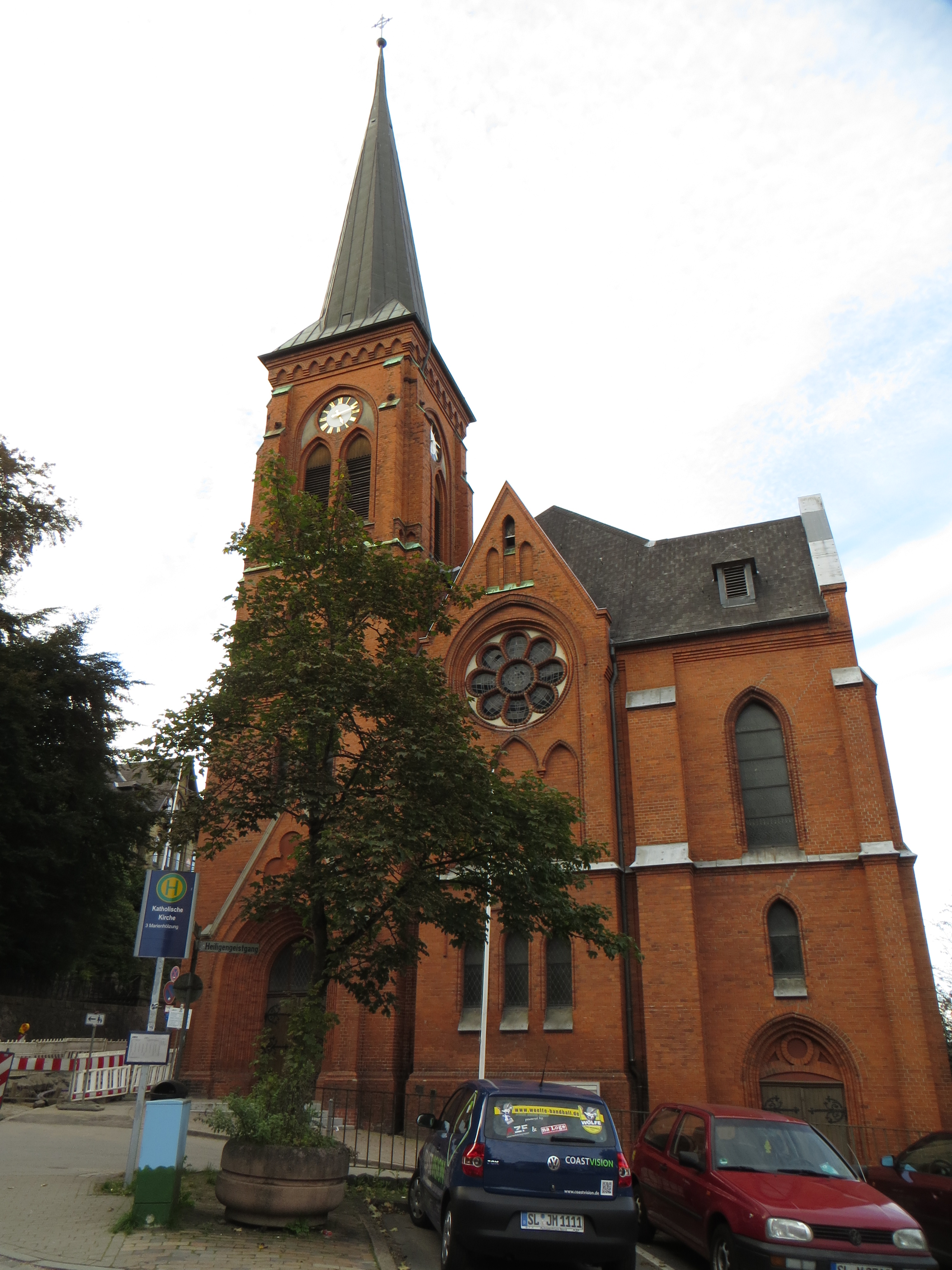
Katholische Kirche St. Marien Schmerzhafte Mutter
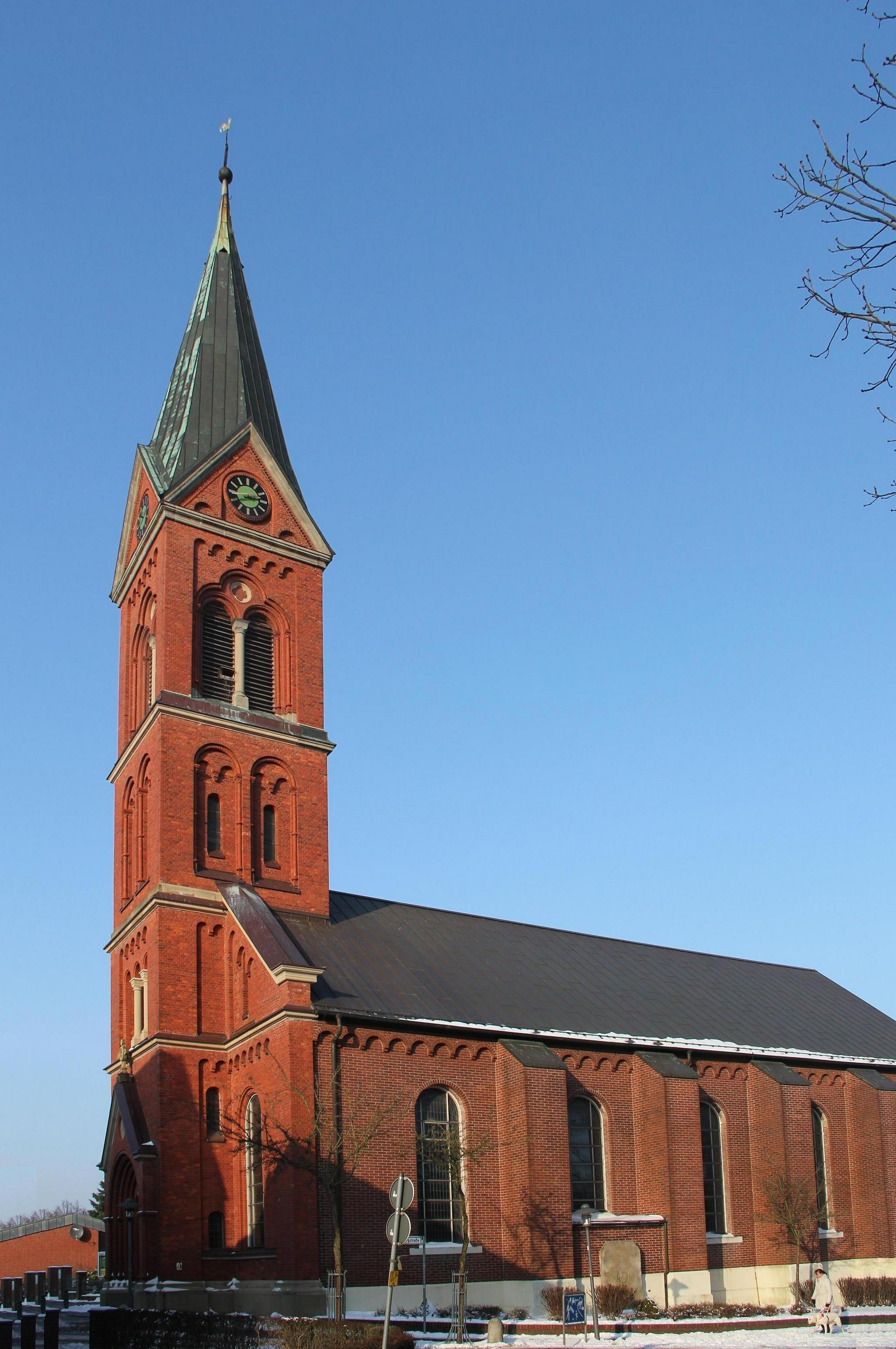
St. Peter in Wildeshausen
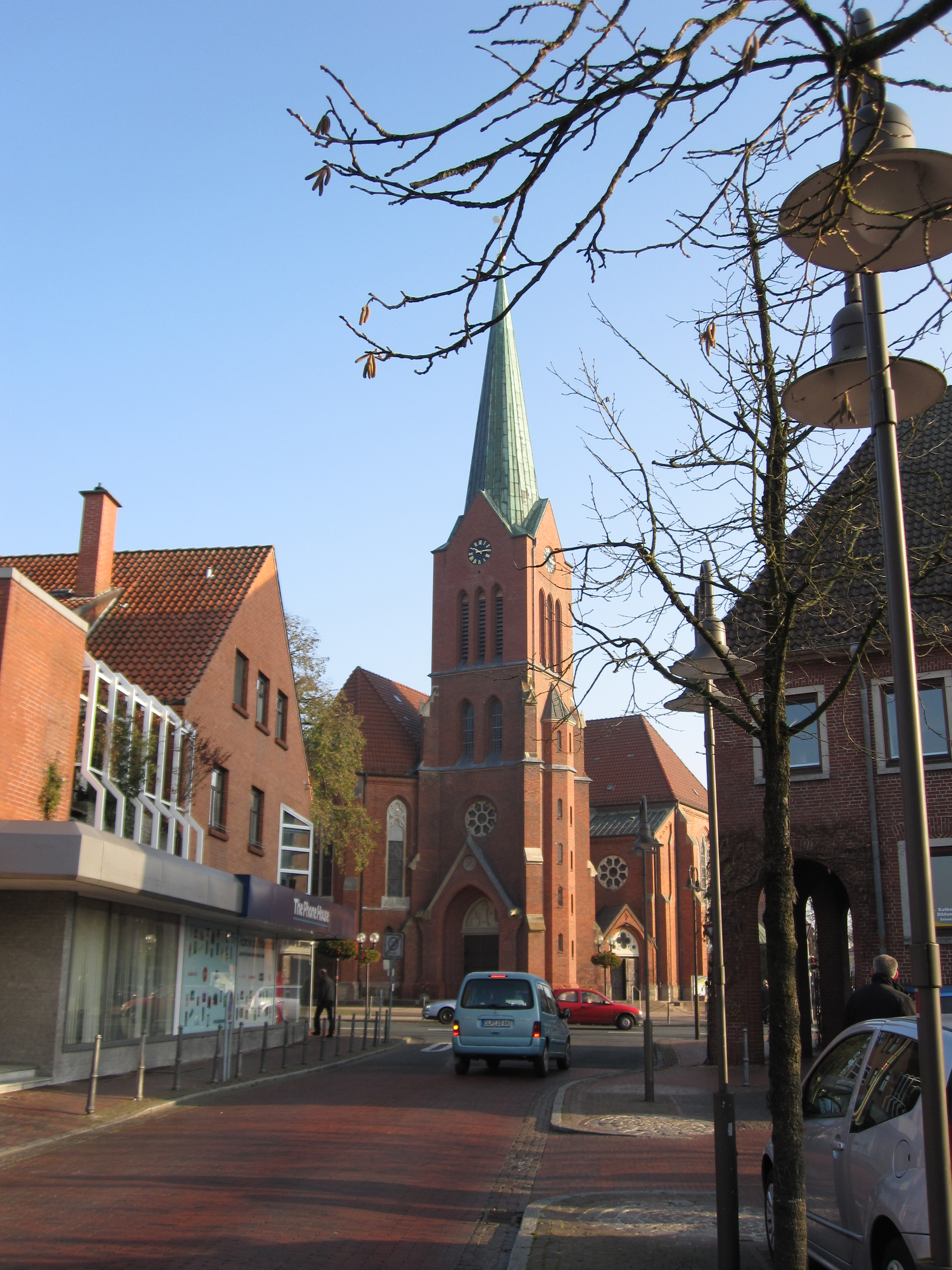
Friesoythe Kirche
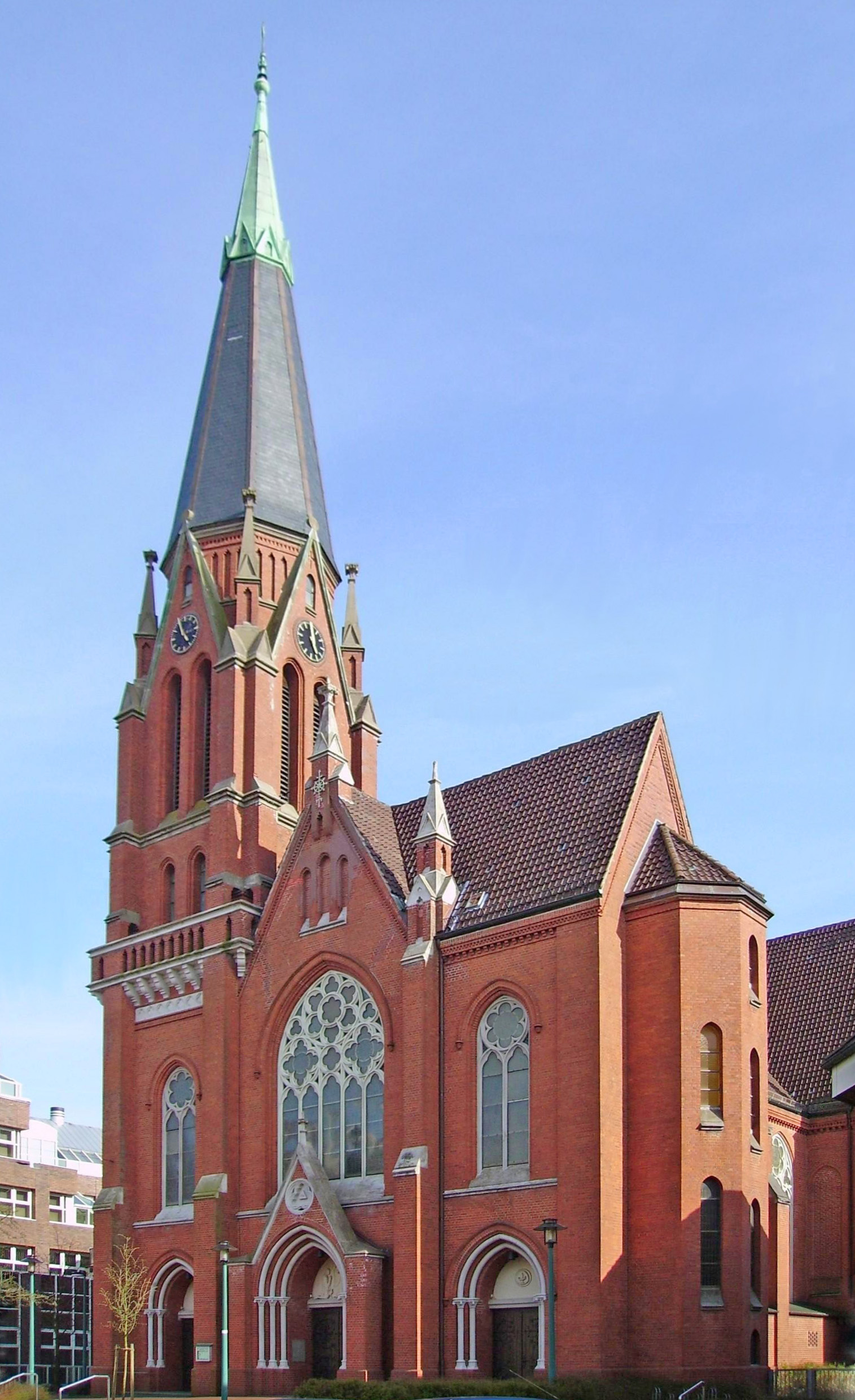
Herz-Jesu-Kirche Bremerhaven-Geestemünde